# Emilio Vasarri
Emilio Vasarri (Montevarchi, 1862 – Parigi, 1928) è stato un pittore italiano.

## Biografia
Nacque a Montevarchi, Dopo un apprendistato con Ferruccio del Bianco frequentò l'Accademia di belle arti di Firenze. Nel 1890 espose il quadro La vedova morente alla Promotrice di Firenze. Espose nel 1893 al Circolo Artistico di Firenze con Giovanni Fattori, Giovanni Muzzioli, Arturo Faldi e altri. Partecipò alla creazione delle decorazioni della Villa Masini di Montevarchi. Nella villa sono esposte anche due grandi tele del pittore Il bagno pompeiano e la Passeggiata in giardino del 1927.
Nel 1897 Vasarri si trasferì a Parigi dove partecipò regolarmente alle esposizioni del Salon. Alla esposizione universale del 1900 gli fu conferita una medaglia di bronzo.
Nel 1904 espose i quadri The game geese e The gossips nella mostra "Italian Exhibition Earl's Court".
Nel 2016 un'opera di Vasarri è stata venduta ad un'asta a New York per 125.000 dollari.
Una via della città di Montevarchi è intitolata ad Emilio Vasarri.

## Opere
Il Vasarri era un pittore di genere, di nature morte e di scene storiche.
Fra le sue opere più importanti citate dal Comanducci ci sono: ‘’Pié a terra, Lungo il Mugnone, Effetti del terremoto, La vigilia della festa, Mercato vecchio, Limoni sciupati, Ultimi momenti di Messalina, I preparativi per la festa, Sansone alla màcina, Mandolinista, Fioraia, Ispezione, Trombettiere consegnato, Lettura amena in Boboli’’.
Nel Musée d’Arts de Nantes sono conservate tre opere: ‘’Les Oies, Le Rêve, Joueur de flûte ed al Museo del Louvre il quadro Ercole incatenato.
Nell'Accademia valdarnese del Poggio a Montevarchi sono esposti cinque quadri attribuiti al Vasarri
- Galleria di 28 opere su Artnet.